# Zabikhillo Urinboev
Zabikhillo Urinboev (30 maart 1995) is een Oezbeeks voetballer die als aanvaller speelt bij Tokushima Vortis.

## Clubcarrière
Urinboev begon zijn carrière in 2014 bij FC Bunjodkor. Urinboev speelde tussen 2017 en 2018 voor FK Olmaliq, Pachtakor Tasjkent en PFK Metallurg Bekabad. Hij tekende in 2019 bij Tokushima Vortis.

## Interlandcarrière
Urinboev debuteerde in 2018 in het Oezbeeks nationaal elftal en speelde 2 interlands.